# Budapests 6:e distrikt
Budapests 6:e distrikt är en del av huvudstaden Budapest i Ungern. Antalet invånare är 42 120.